# Perania nasuta
Espèce
Perania nasuta est une espèce d'araignées aranéomorphes de la famille des Pacullidae.

## Distribution
Cette espèce est endémique de la province de Chiang Mai en Thaïlande,. Elle se rencontre entre 1 700 et 2 350 m d'altitude sur le Doi Inthanon et le Doi Suthep.

## Description
Les mâles mesurent de 8,8 à 10,5 mm et les femelles de 7,6 à 9,0 mm.

## Publication originale
- Schwendinger, 1989 : On three new armoured spiders (Araneae: Tetrablemmidae, Pacullinae) from Indonesia and Thailand. Revue suisse Zool., vol. 96, p. 571-582 (texte intégral).